# 温德尔·莫特利
温德尔·莫特利（英語：Wendell Mottley，1941年7月2日—），特立尼达和多巴哥男子田径运动员，主攻短跑。他曾代表特立尼达和多巴哥参加1964年夏季奥林匹克运动会田径比赛，获得一枚银牌和一枚铜牌。